# 教育虐待
教育虐待（きょういくぎゃくたい）とは、児童虐待の一種で「教育熱心な親や教師などが過度な期待を子どもに負わせ、思うとおりの結果が出ないと厳しく叱責すること」を指す。子供の人権を無視して勉学や習い事などを社会通念上許される範疇を逸脱して無理強いさせる行為である。

## 概要
2011年の「日本子ども虐待防止学会」において武蔵大学の武田信子教授が「子供の受忍限度を超えて勉強させるのは教育虐待にあたる」と発表した。元々は受験勉強など、勉強（学問）を指していたが、近年では行き過ぎた習い事全般も含めるようになった。親から日々暴力と叱責による勉強の強要が行われ、受験失敗を契機とした折檻などがあり、成人しても深刻なトラウマを残し社会適合できない場合がある。
「教育虐待」という用語は2010年代以降に使われるようになったものだが、戦後の高度経済成長終了後に教育が普及し、学歴社会が到来して受験戦争が始まった時代から、教育熱心すぎる親や教師が子供を追い込むことは行われていた。そうした親は教育ママなどと呼ばれてきたが、実際にはむしろ父親や両親ともに教育虐待を行う場合が多い（後述の事件も参照）。
高学歴で経済的・社会的地位の高い両親の元で起きることが多い。逆に、低学歴の親がその劣等感（学歴コンプレックス）から、子供に対して過酷な勉強や習い事、受験競争に駆り立てる場合もある。いわゆる「お受験」と呼ばれる受験戦争の低年齢化に伴い、1980年代の大学受験から小学校・幼稚園受験まで競争の低年齢化が進んでいる。
親が「子供の未来のため」や「良かれと思って」などと自己主張を交えて自らの行為を一方的に正当化させるケースが大半を占めるが、これは親が子に過剰な期待をしたり、親自身が持つコンプレックスを払拭させる狙いがあるためと推測される。
教育虐待の結果、児童に複雑性PTSDなどの深刻なトラウマを残すことがある。極端なケースでは殺人事件に発展することもあり、親に子供が殺されたり、逆に親や祖父母が子供に殺される場合もある。
2016年8月には、有名大学を卒業しトラック運転手だった父親による、中学受験を控えていたが成績が上がらなかった小学校六年生の長男への刺殺事件（名古屋小6受験殺人事件）という教育虐待が発生している。
また、2018年1月には、実母から医者になることを強要され身体的虐待や精神的な支配を長期間され、9浪人を余儀なくされた娘が母を殺し逮捕された事件が起こっている。

## 事件

### 子供が死亡した事件
- 開成高校生殺人事件（1977年）- 開成高校の生徒だった息子を父親が殺害した事件。
- 名古屋小6受験殺人事件（2016年）- 受験生であった小6の息子を父親が殺害した事件。
- 目黒女児虐待事件（2018年）- 当時5歳の女児に毎朝4時頃から勉強を強制し、最終的に死亡させた事件。

### 親が死亡した事件
- 神奈川金属バット両親殺害事件（1980年）- 浪人生だった息子が両親を殺害した事件。受験戦争による家庭内暴力事件のはしりとして注目を集めた。
- ビック・パン殺害事件（英語版）（2010年） - ベトナム系カナダ人女性が嘱託殺人により両親を殺傷した事件。
- 滋賀医科大生母親殺害事件（2018年）
- 九州大学生両親殺害事件（2023年）

### その他
- 奈良自宅放火母子3人殺人事件（2006年）- 父親の指導を苦にした16歳の少年が自宅に放火し、母子3人が死亡した事件。
- 2025年5月、メトロ南北線の東大前駅で、男（43）が大学生を刃物で切りつけた。男は教育虐待のせいで不登校になり、教育虐待を知らしめるため東大が駅名に入った場所で犯行に及んだことを自供している[9][10]。